# Gobius auratus
Gobius auratus es una especie de peces de la familia de los Gobiidae en el orden de los Perciformes.

## Morfología
Los machos pueden llegar a alcanzar los 10 cm de longitud total.

## Distribución geográfica
Se encuentra desde el norte de la península ibérica hasta Madeira e Islas Canarias. También en el Mar Mediterráneo. 

## Observaciones
Es inofensivo para los humanos. 